# Константиновка (Слободзейский район)
Константи́новка (рум. и молд. Constantinovca) — село в Слободзейском районе непризнанной Приднестровской Молдавской Республики. Вместе с сёлами Владимировка и Никольское входит в состав Владимирского сельсовета. Расположено в 10 км от Тирасполя и в 23 км от Слободзеи.